# Francesco Brina
Francesco Brina, Francesco Brini ou Francesco del Brina (Florence, 1540 - 1586), est un peintre italien maniériste actif au XVIe siècle.

## Biographie
Francesco Brina s'est formé auprès de Michele Tosini dans la tradition de l'école florentine. Il s'est spécialisé dans la réalisation de petits tableaux dévotionnels, mais avec le temps son style a évolué, rappelant les motifs de Andrea del Sarto.
Giorgio Vasari le mentionne dans Le Vite (1568) comme un jeune peintre.
Son frère Giovanni Brina (mort en 1599) fut aussi un peintre, suiveur du style de Francesco. Il a aidé Vasari lors de la décoration du  Palazzo Vecchio.